# A texasi láncfűrészes gyilkos visszatér
A texasi láncfűrészes gyilkos visszatér (eredeti cím: Texas Chainsaw Massacre: The Next Generation) 1994-ben bemutatott amerikai horror-thriller, melynek forgatókönyvírója és rendezője Kim Henkel. A főszerepben Renée Zellweger, Matthew McConaughey és Robert Jacks látható. Ez a negyedik része A texasi láncfűrészes mészárlás-filmsorozatnak, az eredeti film sztárjai, Marilyn Burns, Paul A. Partain és John Dugan is feltűnnek benne cameoszerepben.

## Cselekmény
1994. május 22-én négy tinédzser: Barry, Heather, Jenny és Sean részt vesznek iskolájuk szalagavató buliján. Amikor Heather felfedezi, hogy Barry megcsalja őt egy másik lánnyal, kiviharzik a bálról, azonban Barry szorosan követi őt, aki megpróbál magyarázkodni. Vitájukat Jenny és Sean szakítja félbe, akik a hátsó ülésen marihuánát szívnak. Heather letér az autópályáról, és miközben elterelődik a figyelmük, összeütköznek egy másik autóssal, aki a kialakult zűrzavarban elájul. Jenny, Heather és Barry Seanra bízzák az eszméletlen autós gondozását, míg ők segítséget keresnek.
Megállnak egy irodai lakókocsinál, ahol találkoznak Darla biztosítási ügynökkel, aki megígéri, hogy felhívja a barátját, egy Vilmer nevű vontatósofőrt. Elhagyják az irodát, és elindulnak vissza a roncs felé, csakhogy Heather és Barry a sötétben elszakadnak Jennytől. Vilmer hamarosan megjelenik a roncs helyszínén, megöli az autósofőrt, majd Seant üldözi a teherautójával, és tolatva áthajt rajta. Heather és Barry találnak az erdőben egy romos farmházat, ahol  W.E. fegyvert szegez rájuk. Barry kéri, hogy használhassa a mosdót, amibe W.E. beleegyezik, és bevezeti őt, eközben Heathert a tornácon megtámadja a Bőrpofa. Elkapja Heathert, és egy hűtőládába gyömöszöli. Barry egy rothadó holttestet fedez fel a fürdőkádban, mikor elkezd kimenekülni Bőrpofa egy kalapáccsal végez vele is. Miután megölte Barry-t, felnyársalja Heather-t egy húskampóra.
Jenny visszatér a roncs helyszínére, ahol Vilmer találkozik vele, felajánlja neki, hogy elviszi. A lány elfogadja, de Vilmer megfenyegeti, majd megmutatja neki Sean és az autós holttestét. Jenny kiugrik a teherautóból, és berohan a fák közé. Hamarosan megtámadja Bőrpofa, ami hosszas üldözést eredményez. Darlánál keres menedéket, akiről kiderül, hogy a gyilkosokkal van, amikor W.E. megjelenik, és egy csővel megveri. Ők ketten beteszik Darla csomagtartójába, ő pedig elmegy pizzát venni. Miután Vilmer kínozza, Jenny egy pillanatra megszökik, és megpróbál elhajtani Darla autójával. Vilmer megállítja, és leüti. Hamarosan egy vacsoraasztalnál ébred fel, körülvéve a családdal, akik felfedik, hogy egy titkos társaság alkalmazza őket, hogy terrorizálják az embereket, akik esetleg keresztezik az útjukat. Felbukkan egy Rothman nevű férfi, és megdorgálja Vilmert a módszerei miatt, majd egy sor sebhelyet és piercinget fedezhetünk fel a felsőtestén, és megnyalja Jenny arcát. Rothman elmegy, Vilmer pedig terrorizálja a családját és Jenny-t. Heather-t úgy öli meg, hogy a kibernetikus lábávál összezúzza a koponyáját, W.E.-t pedig egy kalapáccsal öntudatlanra veri.
Vilmer és Bőrpofa felkészül Jenny megölésére, akinek sikerül kiszabadulni, és Vilmer lábának távirányítóját használva megszökik. Jenny kiér a földútra, ahol egy idős házaspár menti meg lakókocsijukkal. Bőrpofa és Vilmer azonban leszorítja őket az útról a vontatóautójukkal, aminek következtében a lakókocsi az oldalára dől. Jenny sértetlenül kiszáll a járműből, és tovább fut,  Bőrpofa és Vilmer üldözik. Rothman egyik embere repülőgéppel ereszkedik Vilmerre, ami megöli, amikor az egyik kereke eltalálja a fejét. Bőrpofa bánatában üvölteni kezd, miközben Jenny végignézi. Egy limuzin áll meg, és Jenny beugrik a hátsó ülésre, ahol Rothman fogadja, aki bocsánatot kér, és elmagyarázza, hogy az élményének spirituálisnak kellett volna lennie, és Vilmert meg kellett állítani. A férfi felajánlja, hogy elviszi a lányt a helyi rendőrőrsre vagy egy kórházba, végül a kórháznál teszi ki, ahol beszélni tud egy rendőrrel. A film végén egy hordágyon tolt nő összenéz Jenny-vel.

## Szereplők
| Szerep         | Színész             | Magyar hang    |
| -------------- | ------------------- | -------------- |
| Jenny          | Renée Zellweger     | Szénási Kata   |
| Vilmer         | Matthew McConaughey | Csuja Imre     |
| Bőrpofa        | Robert Jacks        |                |
| Darla          | Tonie Perensky      | Liptai Claudia |
| Walter Edward  | Joe Stevens         |                |
| Heather        | Lisa Marie Newmyer  |                |
| Sean           | John Harrison       |                |
| Barry          | Tyler Cone          |                |
| Rothman        | James Gale          | Jakab Csaba    |
| rendőr         | Debra Marshall      |                |
| rendőr         | John Dugan          |                |
| kórházi ápoló  | Paul A. Partain     |                |
| Sally Hardesty | Marilyn Burns       |                |

## Fordítás
- Ez a szócikk részben vagy egészben  a   Texas Chainsaw Massacre: The Next Generation című angol Wikipédia-szócikk fordításán alapul.  Az eredeti cikk szerkesztőit annak laptörténete sorolja fel. Ez a jelzés csupán a megfogalmazás eredetét és a szerzői jogokat jelzi, nem szolgál a cikkben szereplő információk forrásmegjelöléseként.